# Star Wars Chess
Star Wars Chess is een computerspel dat werd ontwikkeld en uitgebracht door Software Toolworks. Het spel kwam in 1993 uit voor de Sega CD. Het spel is een schaakprogramma waarbij de schaakfiguren worden weergegeven door personages uit de film Star Wars. Zodra de stukken worden verplaatst, vindt er een gevecht plaats, zoals ook gebeurd bij Battle Chess.

## Platforms
| Jaar | Platform         |
| ---- | ---------------- |
| 1993 | DOS, Windows 3.x |
| 1994 | SEGA CD          |

## Ontvangst
| Beoordeeld door                      | Platform    | Datum            | Score |
| ------------------------------------ | ----------- | ---------------- | ----- |
| GamePro (USA)                        | SEGA CD     | november 1994    | 80%   |
| MikroBitti                           | Windows 3.x | juni 1994        | 70%   |
| Just Games Retro                     | SEGA CD     | 28 mei 2007      | 52%   |
| Sega-16.com                          | SEGA CD     | 18 november 2010 | 50%   |
| Video Games & Computer Entertainment | SEGA CD     | november 1994    | 50%   |
| The Video Game Critic                | SEGA CD     | 18 mei 2005      | 42%   |
| PC Player (Duitsland)                | DOS         | december 1993    | 22%   |